# La Mort d'Adam

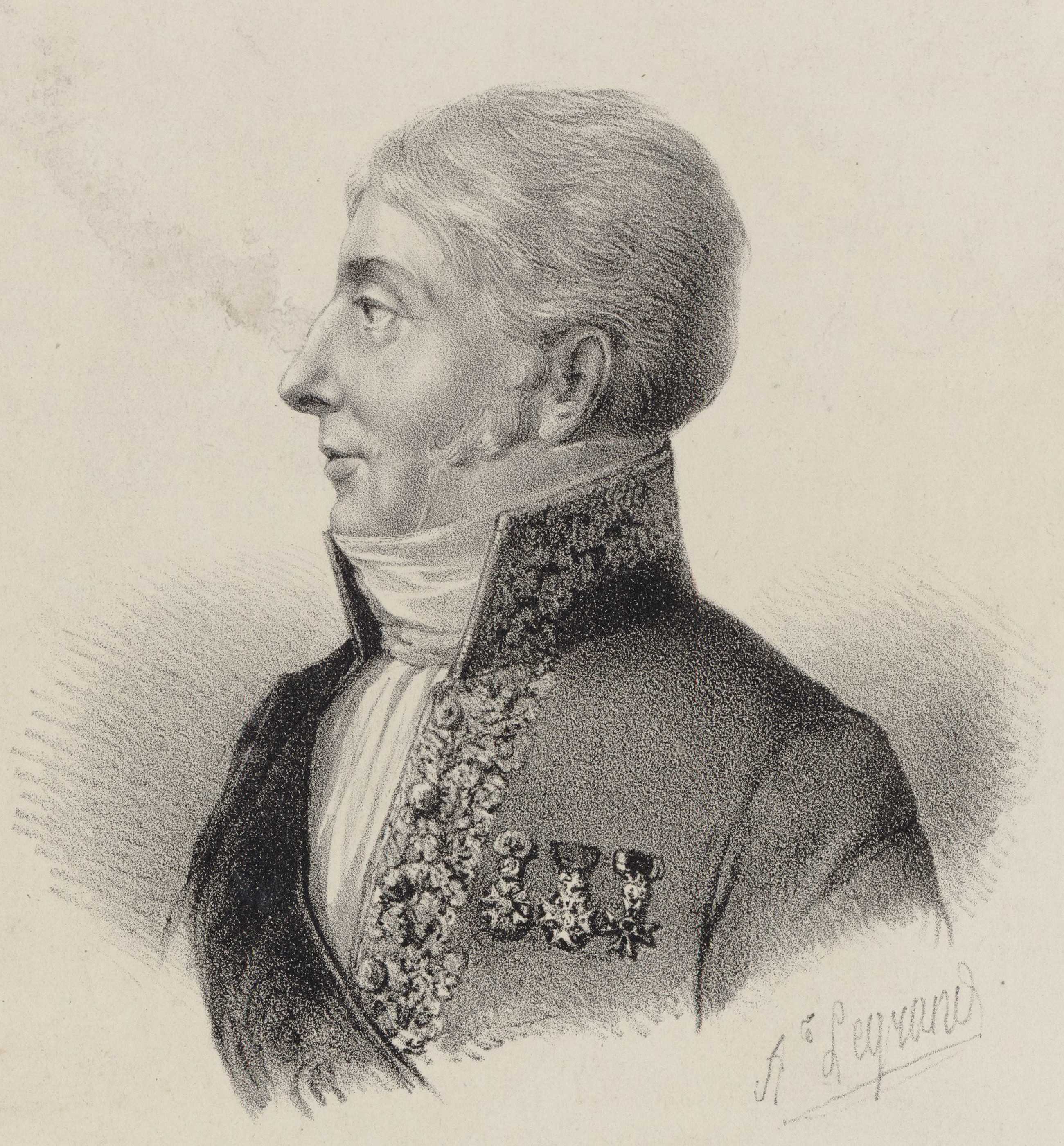
Jean-François Lesueur

La Mort d'Adam är en opera ('tragédie lyrique religieuse') i tre akter med musik av Jean-François Le Sueur efter libretto av Nicolas-François Guillard efter Klopstock.

## Komposition och uppförandehistorik
Le Sueur komponerade operan medan han arbetade som inspektor för while working as an instructor at the Pariskonservatoriet. Operan var tänkt att framföras vid konservatoriet men fick ge företräde för Charles-Simon Catels Sémiramis. Le Sueur blev upprörd över beslutet och publicerade anonymt en pamflett med titeln Projet d'un plan général de l'instruction musicale en France, i vilken han hårt kritiserade konservatoriets metoder, sin rival Catel och Catels mecenat konservatoriets chef. Kort tid efteråt avskedades Le Sueur avskedades från konservatoriet (23 september 1802) och levde i fattigdom under ett år innan han blev maître de chapelle till Paris förste konsul 1804. 
Slutligen lyckades Le Sueur sätta upp en föreställning av La Mort d'Adam. Operan hade premiär på Académie impériale i Paris den 21 mars 1809, med koreografi av Louis-Jacques Milon (akt 1) och Pierre-Gabriel Gardel (akter 2,3), "men den lyckades inte uppnå någon större entusiasm och togs bort från repertoaren definitivt den 4 februari 1810 efter 16 föreställningar".

## Personer
| Roller                        | Stämma  | Premiärbesättning den 21 mars 1809 (Dirigent:) |
| ----------------------------- | ------- | ---------------------------------------------- |
| Adam                          | bas     | Henri-Étienne Dérivis                          |
| Seth                          | baryton | François Lays eller Lay                        |
| Caïn                          | tenor   | Étienne Lainez                                 |
| L'ombre d'Abel, Abels skugga  | tenor   | Louis Nourrit                                  |
| L'ange de la mort, Dödsängeln | bas     | Mr Bonel                                       |
| Satan                         | bas     | Jean-Honoré Bertin                             |
| Éve                           | sopran  | Marie-Thérèse Davoux, kallad Mlle Maillard     |
| Sélime                        | sopran  | Mme Granier                                    |
| Sunim                         | ?       | ?                                              |
| Coryphée, coryphaeus          | bas     | Mr Martin                                      |
| Coryphée, coryphaea           | sopran  | Mlle Pauline                                   |